# Outlook, Saskatchewan
Outlook är en ort i Kanada.   Den ligger i provinsen Saskatchewan, i den centrala delen av landet, 2 400 km väster om huvudstaden Ottawa. Outlook ligger 538 meter över havet och antalet invånare är 1 989.
Terrängen runt Outlook är platt. Trakten runt Outlook är nära nog obefolkad, med mindre än två invånare per kvadratkilometer.. Det finns inga andra samhällen i närheten.
Trakten runt Outlook består till största delen av jordbruksmark.